# Paolo Cimini
Paolo Cimini (Roma, 30 de març de 1964) va ser un ciclista italià que fou professional entre 1986 i 1990. Del seu palmarès destaca la victòria d'etapa al Giro d'Itàlia de 1987.

## Palmarès
- 1987
  - Vencedor d'una etapa al Giro d'Itàlia
- 1988
  - 1r al Trofeu Laigueglia
  - 1r al Giro de l'Etna
- 1990
  - 1r al CoreStates USPRO Championships

### Resultats al Giro d'Itàlia
- 1987. 88è de la classificació general. Vencedor d'una etapa
- 1988. Abandona
- 1989. 121è de la classificació general
- 1990. 124è de la classificació general